# Chiesa di Santa Maria in Castello (Carpi)
La chiesa di Santa Maria in Castello, nota anche come La Sagra, è la chiesa più antica della città di Carpi (Modena), essendo stata eretta nel 752.
Si affaccia su piazzale Re Astolfo. Si tratta di una pieve romanica consacrata nel 1184, costruita su una precedente fondazione longobarda.
La facciata rinascimentale venne progettata da Baldassarre Peruzzi e realizzata nel 1515, insieme all'abbattimento di alcune campate della navata, che hanno diminuito l'originaria lunghezza dell'edificio, e alla realizzazione di una copertura con volta a botte, eliminata tra il 1886 e il 1887 per opera dell'ingegnere Achille Sammarini.
Notevole l'imponente torre campanaria, alta 49.50 metri.

## Descrizione
La facciata rinascimentale rappresenta un'innovativa sperimentazione in cui Peruzzi, forse utilizzando uno schema bramantesco poi divulgato da Palladio, sovrappone sullo stesso piano due ordini architravati di diversa altezza.
Il portale centrale, spostato in occasione dei lavori rinascimentali da uno degli antichi accessi laterali, reca una lunetta, scolpita a bassorilievo ma piuttosto aggettante, raffigurante una Crocifissione, probabilmente di scuola antelamica, con caratteristiche di potente verismo. Nel rilievo, ai fianchi di Gesù in croce si trovano i due centurioni: quello con la lancia (Longino) e quello con spugna e bottiglia di aceto. La Madonna si trova alla sinistra di Cristo e san Giovanni a destra. Chiudono la composizione due piccole figure, agli estremi della lunetta, forse rappresentanti del popolo.
I fianchi della chiesa sono decorati all'esterno da un motivo ad arcate posate su semicolonne, influenzato dal duomo di Modena, con capitelli, piuttosto consunti, che raffigurano aquile ed animali fantastici.
L'interno ospita un ciclo di affreschi romanici, piuttosto rari in Emilia, avvicinabili a quelli della pieve dei Santi Faustino e Giovita di Rubiera. Risalgono al XII secolo e furono rinvenuti dopo l'abbattimento della volta a botte peruzziana. I dipinti, frammentari, descrivono scene della vita di Cristo e altri episodi del Nuovo Testamento, tra cui l'Incredulità di San Tommaso, l'Ascensione di Gesù, la Strage degli innocenti, la Fuga in Egitto, la Cena di Emmaus e altri.
Pressoché coevo è l'affresco che si trova al centro dell'abside centrale, raffigurante l'Adorazione dei Magi, piuttosto degradato, ma restaurato ed integrato nelle campagne del 1932 e del 1951.

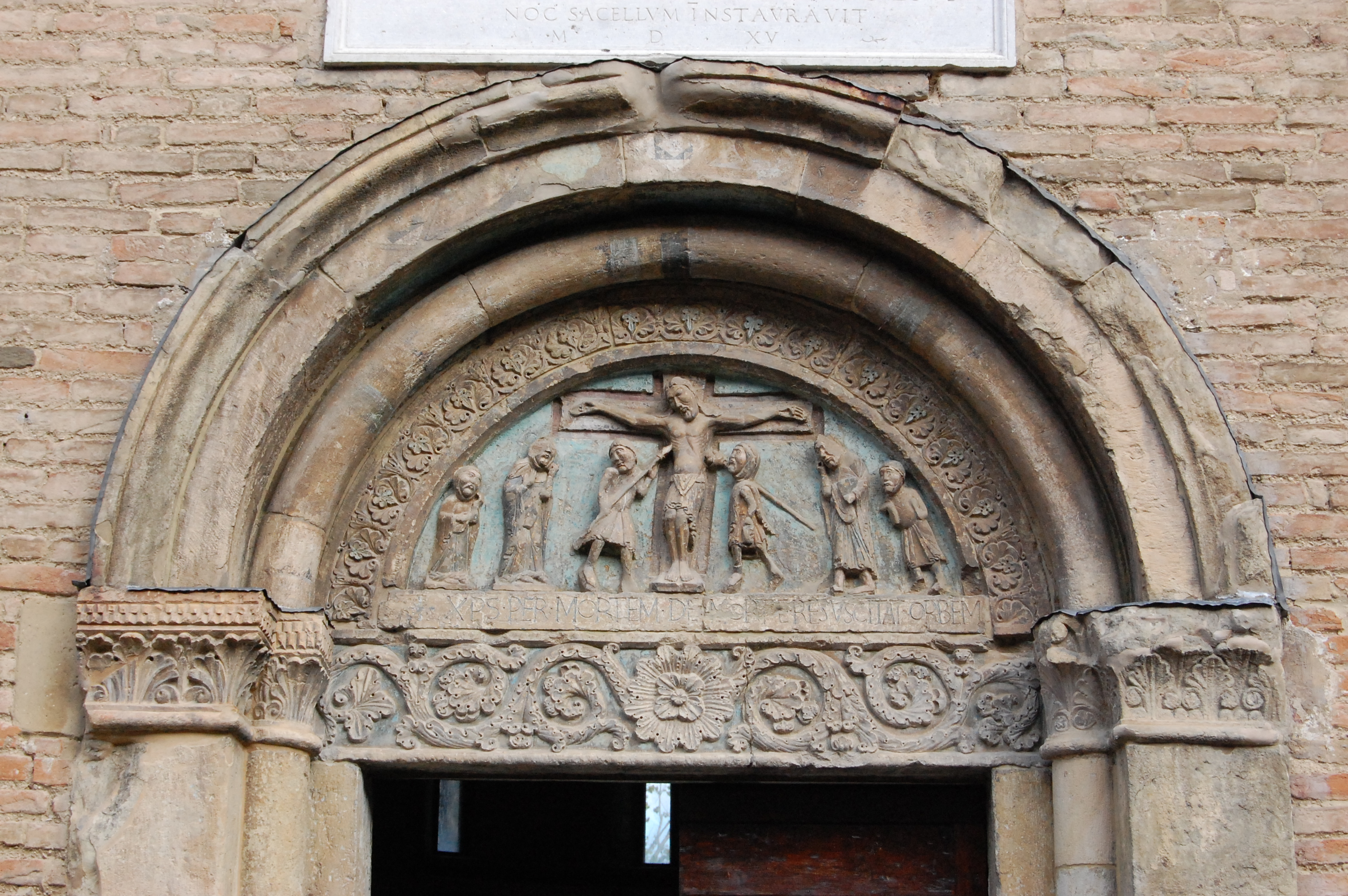
Rilievo antelamico del portale

Affreschi del primo Quattrocento emiliano sono conservati in due cappelle:
- la cappella di San Martino, costruita nel XV secolo al posto dell'absidiola di sinistra, conserva affreschi che rappresentano sulla volta a crociera i quattro Evangelisti, in medaglioni circolari, e sulle pareti i quattro Dottori della Chiesa latina, oltre ad un'Annunciazione e ad un'Adorazione dei Magi.
- la cappella di Santa Caterina, che si apre lungo la navata sinistra, venne costruita al termine del XIV secolo e quasi interamente ricoperta da affreschi: sulla volta, costolonata, si vedono in quattro medaglioni tre Arcangeli e un Cristo benedicente. L'autore degli affreschi è un anonimo maestro del Quattrocento, convenzionalmente chiamato Maestro della Sagra di Carpi.

All'interno si conservano inoltre un sarcofago in marmo del 1351, opera di Sibellino da Caprara, contenente le spoglie del signore di Carpi Manfredo I Pio e un pulpito romanico, con rappresentazioni ad altorilievo dei simboli dei Quattro evangelisti.